# Evangelische Kirche zu Langstadt

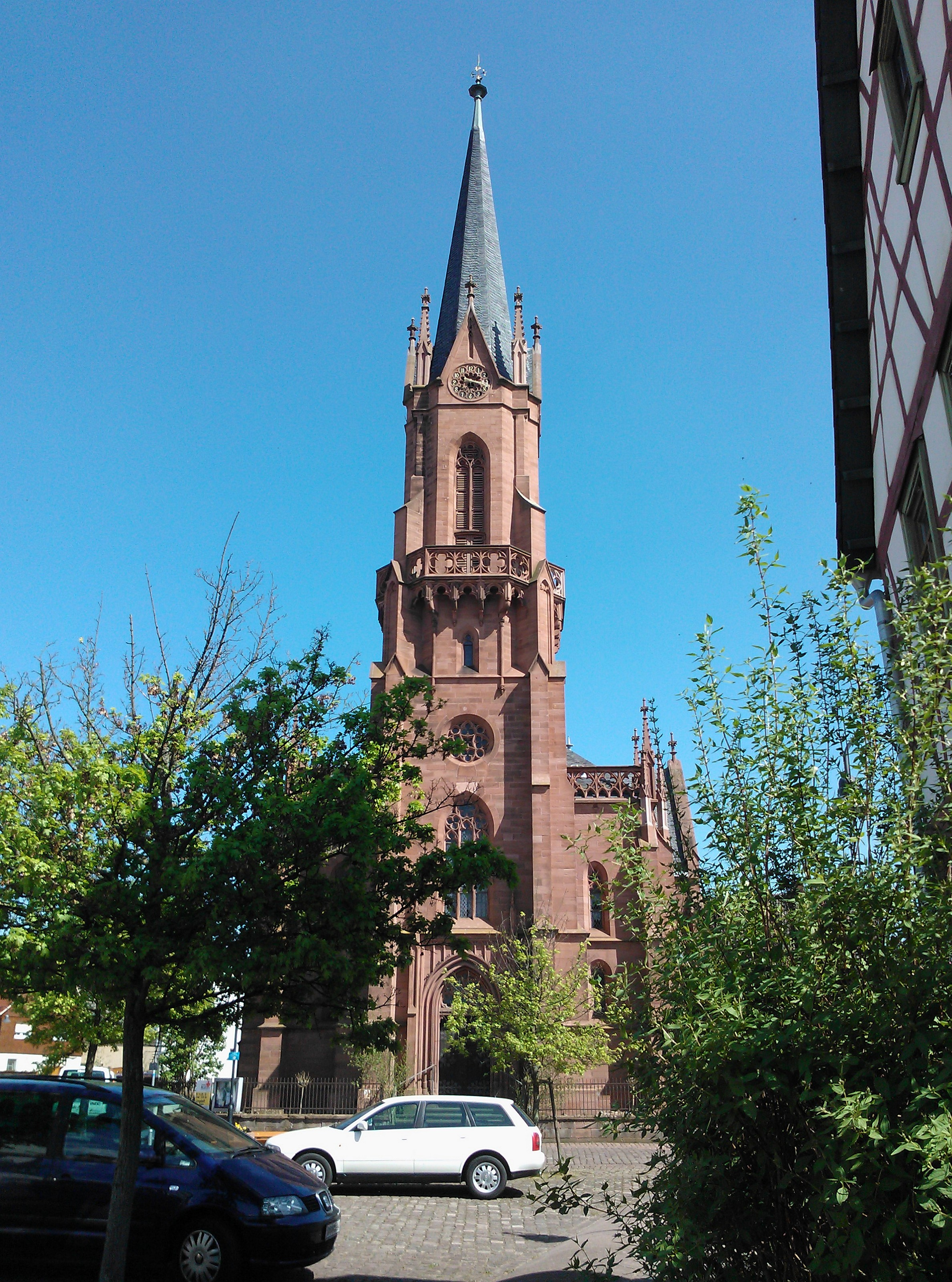
Evangelische Kirche zu Langstadt

Die Evangelische Kirche zu Langstadt ist ein denkmalgeschütztes Kirchengebäude in Langstadt, eines Ortsteiles von Babenhausen, im Landkreis Darmstadt-Dieburg. Die neugotische Kirche prägt das Bild des Ortes und ist hessisches Kulturdenkmal.  Die Kirchengemeinde gehört zum Dekanat Vorderer Odenwald der Propstei Starkenburg der Evangelischen Kirche in Hessen und Nassau.

## Vorgeschichte
Seit 1856 und 1864 bestanden Bemühungen, in Langstadt ein neues Kirchengebäude zu errichten, denn die von 1482 stammende Kapelle, die später mit einem Chor erweitert wurde, war baufällig und viel zu klein geworden. Sie wurde 1877 niedergelegt, um den Bau der jetzigen Kirche zu beginnen, deren Einweihung man am 19. September 1880 beging.

„Von der alten Kapelle übernahm man in den Neubau ein vollständiges spätgotisches Türgewände, heute an der Tür zwischen Chor und Sakristei, und von einer weiteren Tür die unteren Gewändesteine, heute ergänzt zur Außentür der Sakristei. Ferner behielt man die Mensa des gotischen Altares, die wieder als Altarplatte auf den neuen Altar gelegt wurde, allerdings mit an drei Seiten stark reduziertem Profil. In den Bauverträgen ist sodann die Rede davon, dass Hausteine vom alten Chor beim Neubau zu verwenden seien.“

## Planung und Gewerke
Die bürgerliche Gemeinde hatte damals die Baulasten zu tragen und musste die Mittel für einen etwaigen Neubau aufbringen. Dies war nur möglich, wenn man die Genehmigung zu außergewöhnlichen Holzeinschlägen erhielt und den dabei erzielten Erlös für den Neubau einer Kirche ansammeln durfte. Als das Großherzogliche Kreisamt in Dieburg hierzu die Zustimmung gab, war der Weg für die Neubauplanung frei. 1858 stand bereits ein Betrag von 27.000 Gulden zur Verfügung und damit mehr als die Hälfte der damals auf 40.000 Gulden geschätzten Baukosten. Von 1858 bis 1877 wurde der Neubau aufgeschoben und erneut über eine Reparatur der Kapelle nachgedacht. 1877 stimme man einem Neubau-Plan zu, der noch den gotischen Chor der Kapelle erhalten sollte.
Am 10. Mai 1877 wurde auf die Suche nach einem geeigneten Baumeister eine Anzeige im Frankfurter Journal aufgegeben. Keiner der beiden sich auf diese Anzeige hin meldenden Bewerber wurde jedoch berufen. Stattdessen wurde mit Adalbert Schneller, einem Bau-Accessist beim Erbacher Kreisbauamt, verhandelt. Am 21. Juni 1877 wurde der Architektenvertrag geschlossen. Die Genehmigungen des Kreisamts Dieburg und des Ministeriums wurden ohne Verzögerung erteilt.
Nach dem Architektenvertrag sollte der Bau der Kirche bis Ende 1879 vollendet werden. Vorgesehen war ein aus Hausteinen errichtetes und verputztes Gebäude. Schneller entschied, dass die älteren Pläne für einen begrenzten Neubau nicht realisierbar seien. Am 17. Juli 1877 legte er neue Pläne vor, die bereits das später verwirklichte Bauprogramm umfassten. Oktober 1877 war der Bau der Fundamente im Gange. Zu diesem Zeitpunkt erfolgt die Planänderung in der Richtung, einen Werksteinbau mit sauberem Sichtmauerwerk aus Sandstein von heimischen Brüchen zu erstellen.
Folgende Verträge mit Handwerkern wurden im März 1878 geschlossen:
- Steinhauer Sebastian Bundschuh (Heubach) und Jakob Weiß II. (Hering)
- Zimmermeister Daniel Bernhard (Groß Zimmern)
- Schlosser Steinbrecher (Groß Zimmern) und Stetter (Gundernhausen)
- Schreinermeister Franz Stix
- Weißbindermeister Franz Reiß (Dieburg)
- Dachdeckermeister Josef Nessel (Seligenstadt)
- Glasermeister Kern (Dieburg), zeitweise
- Glasmaler Hans Drinneberg (Karlsruhe)
- Pflastermeister Adam Schneller (König/Odw.)
- Spenglermeister Johannes Emmerich (Groß-Umstadt)
- Häfner Adam Kraus (Eppertshausen)
- (Versatzmaschine)Unternehmer Robert Schmidt

Am 31. Mai 1878 wurde die Grundsteinlegung begangen. Am 19. September 1880 wurde die Einweihung des Gotteshauses vorgenommen.
Für die Kosten des Kirchenbaues hatte man zu Beginn mit 85.714 Mark (40.000 Gulden) gerechnet, die Gesamtkosten wurden 1881 mit 110.000 Mark angenommen.

## Turmuhr
Für die alte Kapelle wird in einer Rechnung aus dem Jahre 1557/1558 bereits eine Kirchenuhr erwähnt.
Das aktuelle Turmuhrwerk mit der Fabriknummer 1113 wurde erbaut von dem Münchner Stadtmechanicus und Königlich Bayerischen Turmuhrmacher Johann Mannhardt. In die Sandsteinfassade ist in jede Himmelsrichtung ein Zifferblatt integriert. Die Verbindung von Uhrwerk zum Vierergetriebe in der Höhe der Zifferblätter besteht aus einer 16 m langen Stange. Das akustische Signal, der Uhrenschlag erfolgt einmal pro Viertelstunde auf die mittlere Glocke, zur ganzen Stunde erfolgt ein Stundenschlag auf die große Glocke. Die beiden Glockenhämmer werden mittels Drahtseilen angehoben. Das Werk hat drei Aufzugswalzen (Laufwerk, Viertelstunden- und Stundenschlag). Die Gangdauer des Laufwerkes beläuft sich auf ca. 50 Stunden, die beiden Schlagwerke haben eine Gangdauer von ca. 30 Stunden. Die Antriebsgewichte sind einfache, beschwerte Blechkannen. Das Werk ist sehr zuverlässig und ganggenau, die tägliche Abweichung beträgt im Normalfall wenige Sekunden. J. Mannhardt verwendete bei größeren Uhrwerken die Konstruktion des sogenannten freischwingenden Pendels. Diese Konstruktion erzeugte ein Uhrwerk mit springenden Minuten und war damals kein Standard. Im Sommer ()  wurde das Werk renoviert.

## Glocken
In der alten Kapelle waren im Jahre 1813 zwei Glocken vorhanden. Laut Pfarrchronik war am 26. November 1870 bei der größeren Glocke ein Sprung entstanden, so dass sie umgegossen werden musste. Hierbei wurde auch die kleine Glocke umgegossen, um die Harmonie wieder herzustellen.
Im Jahre 1879, parallel zum Neubau der Kirche, wurde die Glocke aus dem alten Turm an einem provisorischen Glockenträger platziert. Am 18. Juli 1879 erfolgte der Umzug auf den neuen Kirchturm. Eine der mittlerweile drei Glocken bekam einen Sprung und wurde 1890 ersetzt.
Zwei Bronzeglocken wurden 1917 zu Kriegszwecken eingeschmolzen, ab 1918 besaß die Kirche drei Gussstahlglocken. Aufgrund erheblicher Korrosionsschäden wurden 2005,
zum 125-jährigen Jubiläum, die Gussstahlglocken durch Bronzeglocken ersetzt. Die Tonfolge ist ebenfalls ein Dur-Dreiklang, allerdings etwas tiefer als bei den Vorgängern.
| Nr. | Name             | Gussjahr | Gießer                                 | Ø (mm) | Masse (kg) | Nominal | Inschrift                                   |
| --- | ---------------- | -------- | -------------------------------------- | ------ | ---------- | ------- | ------------------------------------------- |
| 1a  | alte Glocke 1    | 1871     | Bach und Söhne (Windecken)             | --     | 321        | --      | Friede sei ihr erst Geläute                 |
| 1b  | alte Glocke 2    | 1871     | Bach und Söhne (Windecken)             | --     | 178        | --      | Demüthiget Euch vor dem Herren              |
| 1d  | alte Glocke 3    | vor 1890 | --                                     | --     | --         | --      | Ehre sei Gott in der Höhe, Friede auf Erden |
| 2a  | Läutestahlguss 1 | 1918     | J. F. Weule                            | --     | 622        | dis     | --                                          |
| 2b  | Läutestahlguss 2 | 1918     | J. F. Weule                            | --     | 320        | f       | --                                          |
| 2c  | Läutestahlguss 3 | 1918     | J. F. Weule                            | --     | 170        | as      | --                                          |
| 3a  | Bronze 1         | 2005     | Kunst- und Glockengießerei Lauchhammer | 711    | 225        | g1      | --                                          |
| 3b  | Bronze 2         | 2005     | Kunst- und Glockengießerei Lauchhammer | 829    | 347        | h1      | --                                          |
| 3c  | Bronze 3         | 2005     | Kunst- und Glockengießerei Lauchhammer | 1025   | 637        | d2      | --                                          |

## Orgel
Die Orgel wurde von Orgelbauer Heinrich Bechstein (Groß-Umstadt) erbaut und ist weitgehend im Original erhalten.
Der Auftrag zu einem zweimanualigen Werk mit Pedal und 17 Registern erfolgte am 29. März 1879.
Klanglich entspricht die Orgel dem Geschmack des ausgehenden 19. Jahrhunderts (warm, grundtönig dumpf). Die Windversorgung erfolgte früher über drei fußbetriebene Schöpfbälge. Seit ca. 1950 dient einer der drei Bälge als Magazinbalg und wird durch ein elektrisches Schleudergebläse mit Luft versorgt. Die beiden anderen Bälge können bei einem Ausfall des Schleudergebläses zur Winderzeugung eingesetzt werden.
Zu Beginn des Ersten Weltkriegs wurden neben den zwei Bronzeglocken auch die wertvollen Zinnpfeifen des Prospektes abgeholt und später durch Pfeifen aus minderwertigem Zink ersetzt; klanglich hat sich das insofern ausgewirkt, dass die betroffenen Register nun viel weicher erklingen. 1976 führte die Orgelbauwerkstatt Förster & Nicolaus (aus Lich, Oberhessen) eine grundlegende Renovierung der Orgel durch, an den Registern selbst wurde nichts verändert. 1990 wurde für das obere Manual eine neue Windlade eingebaut, weil die ursprüngliche Mechanik der alten Lade zu schwergängig war.
| I Manual C– |           |       |
| 1.          | Bordun    | 16′   |
| 2.          | Prinzipal | 8′    |
| 3.          | Hohlflöte | 8′    |
| 4.          | Gedeckt   | 8′    |
| 5.          | Gambe     | 8′    |
| 6.          | Oktav     | 4′    |
| 7.          | Flöte     | 4′    |
| 8.          | Quinte    | 2 ⁄3′ |
| 9.          | Oktave    | 2′    |
| 10.         | Mixtur    | 2 ⁄3′ |

| II Manual C– |                 |    |
| 11.          | Flauto traverse | 8′ |
| 12.          | Salizional      | 8′ |
| 13.          | Dolce           | 8′ |
| 14.          | Gedecktflöte    | 4′ |

| Pedal C– |               |     |
| 15.      | Prinzipalbass | 16′ |
| 16.      | Subbass       | 16′ |
| 17.      | Violonbass    | 8′  |

- Koppeln: II/I, I/P
- Spielhilfen: Feste Kombination: Tutti, Windablass

## Renovierungen
1972 stand eine neue Schiefereindeckung des Kirchendaches an. Dabei wurden auch die Turmhaube erneuert und der Wetterhahn neu vergoldet.

## Kirche als Brutplatz der Schleiereule
Im Kirchturm brütet seit Jahrzehnten die Schleiereule.